# Maye
De Maye is een riviertje in het departement Somme in Noord-Frankrijk.
Het riviertje is 37,7 km lang en ontspringt te Fontaine-sur-Maye op een hoogte van 40 meter. Daarna loopt hij door Crécy-en-Ponthieu en door Rue. Vervolgens vormt het de gemeentegrens tussen Saint-Quentin-en-Tourmont en Le Crotoy. Uiteindelijk mondt het riviertje uit in de Baai van de Somme. Het stroomgebied heeft een oppervlakte van 12,5 km².
Einde jaren '60 van de 20e eeuw werd een kanaaltje parallel aan het meanderende riviertje gegraven, om de afwatering te verbeteren. Ook worden maatregelen uitgevoerd om de ecologie te verbeteren.
- Système universitaire de documentation: 174999046
- Virtual International Authority File: 113148570758624312644